# Camina (Corvera)
Camina
es un lugar que pertenece a la parroquia de Cancienes en el concejo de Corvera de Asturias (Principado de Asturias). Se encuentra a 115 m s. n. m. y está situada a 1,10 km de la capital del concejo, Nubledo. 

## Población
En 2020 contaba con una población de 50 habitantes (INE 2020) repartidos en 11 viviendas.